# نبيل رجب
نبيل أحمد رجب ناشط حقوقي بحريني ورئيس مركز البحرين لحقوق الإنسان المحظور وعضو المجلس الاستشاري لقسم الشرق الأوسط وشمال إفريقيا لمنطمة هيومن رايتس ووتش كما يشغل منصب نائب الأمين العام للفيدرالية الدولية لحقوق الإنسان وهو رئيس مركز الخليج لحقوق الإنسان.
بدأ نبيل رجب نشاطه مع الانتفاضة التسعينية، ومع قيام الاحتاجات البحرينية في بداية 2011 صار أحد أشهر النشطاء العرب على الإنترنت، إذ يتابعه على موقع التواصل الاجتماعي تويتر أكثر من 180 ألف متابع. في 20 مارس 2011 قال نبيل أن عناصر تابعة لوزارة الداخلية البحرينية اعتقلته من بيته وضربته وعصبت عينيه وقادته للتحقيق في مكتب لوزارة الداخلية لساعتين؛ وفي 21 مايو 2011 قال نشطاء أن منزل نبيل رجب هوجم بقنابل مسيلة للدموع. في 6 يناير 2012 قال محامي نبيل رجب أنه تعرض للضرب أثناء مشاركته في مسيرة في المنامة مؤيدة لمعتقلي المعارضة، لكن وزارة الداخلية البحرينية نفت مسؤليتها عن الحادثة.
في 1 أبريل 2012 استجوبت السلطات البحرينية نبيل رجب لساعات عن مشاركته في احتجاجات معارِضة للحكومة ودعوته الآخرين للانضمام إليها وقال محاميه أن هذه الخطوة قد تكون سابقة لتقديمه للمحاكمة. كتب نبيل أنه سيرفض المثول أمام أي محكمة قائلا أن النظام القضائي البحريني يفتقد أسس الاستقلالية والعدالة. في 26 أبريل استجوبت السلطات البحرينية نبيل مجددا عن «إهانة الهيئات النظامية». مساء السبت 5 مايو اعتقلت السلطات البحرينية نبيل رجب من المطار قادما من بيروت. في 6 مايو مثل نبيل أمام المحكمة وأمر المدعي العام بتمديد اعتقاله أسبوعًا. انتقدت منظمة العفو الدولية وهيومن رايتس ووتش وبيت الحرية والشبكة العربية لمعلومات حقوق الإنسان اعتقال نبيل رجب وطالبت بإطلاق سراحه. في 28 مايو أفرجت المحكمة عن نبيل رجب بكفالة مالية.
في 6 يونيو أعادت السلطات البحرينية اعتقال نبيل رجب «إهانة سكان أحد أحياء البحرين السنة لعلاقاتهم بالأسرة الحاكمة في البحرين».
تم الإفراج عن نبيل رجب في في 13 يوليو 2015 بمرسوم ملكي خاص أصدره ملك البحرين حمد بن عيسى آل خليفة، لأسباب صحية بحسب ما نقلته وكالة أنباء البحرين الرسمية.
في 21 فبراير 2018 تم الحكم عليه بالسجن لخمس سنوات لكتابة بعض التغريدات المعارضة على موقع التواصل الاجتماعي تويتر.
في عام 2023، واجه نبيل رجب اتهامات بالتواطؤ مع جمعية التجديد التي يرأسها شقيقه رضا رجب، بعدما بادر ابن أخيه الدكتور علي رجب بشكل علني يطالب بتشكيل لجنة تحقيق يترأسها نبيل رجب للتحقيق في انتهاكات طالت المنشقين عن هذه الجمعية و بأن الجمعية مجرد واجهة الى الجماعة باطنية و هي واجهة التنظيم السري الى ما يسمى "بدعة السفارة" وكما اكدت منظمة العفو الدولي على ضرورة التحقيق في مزاعم الدكتور علي رجب، لم يصرح نبيل رجب على مبادرة الدكتور علي رجب. قامت بعض الحسابات النشطة بتسليط الضوء على ابن نبيل الأكبر آدم الذي قد تزوج ابنة أحد أعضاء الجمعية الذين قاموا بمضايقة الدكتور علي علناً على وسائل التواصل الاجتماعي. بعد ان قامت النيابة العامة بالتحقيق وجدت أدلة على انتهاكات منهجية لحقوق الإنسان للسيطرة على أتباع الجمعية، بما في ذلك الزواج القسري والاحتجاز القسري الذي أدى في بعض الحالات إلى محاولات الانتحار. أثارت هذه الأحداث مخاوف بشأن تورط نبيل رجب في الجمعية وممارساتها.